# 돌고래자리
돌고래자리(Delphinus [dɛlˈfaɪnəs])는 적도에 가까운 북쪽 하늘에 위치한, 88개 별자리 중 69번째의 작은 별자리이다. 늦여름 가을 하늘, 독수리자리 동쪽에서 볼 수 있다. 동아시아의 별자리에서는 덩굴열매를 의미하는 포과와 패과의 두 별자리에 해당되며, 여수(女宿)에 속한다.

## 특징

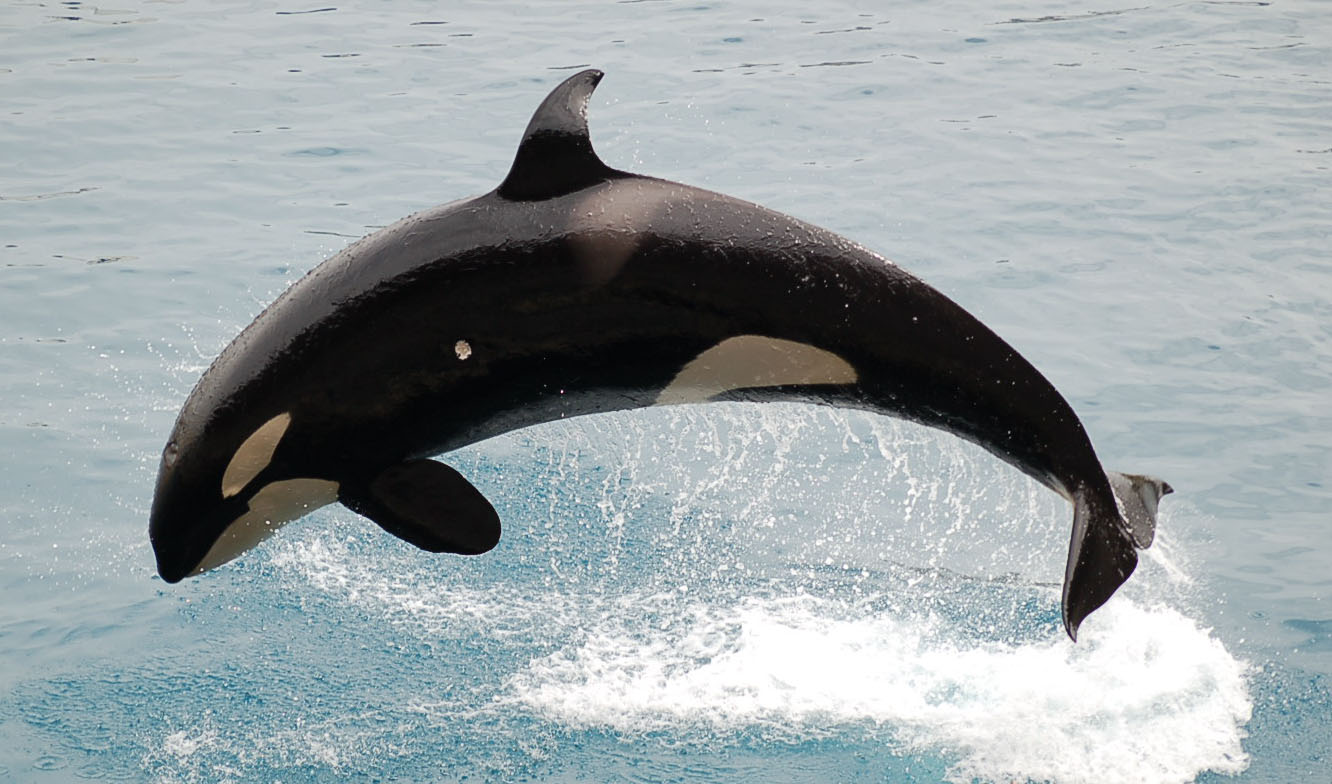
범고래의 도약

돌고래자리는 바다 위로 뛰어 오른 돌고래의 모양을 닮아 있으며, 밤하늘에서 쉽게 찾을 수 있다. 돌고래 자리 주변에는, 북쪽으로부터 시계방향으로 여우자리, 화살자리, 독수리자리, 물병자리, 조랑말자리, 페가수스자리가 자리 잡고 있다.

## 별과 천체
돌고래자리에는 다음과 같은 별들이 있다.
- 돌고래자리 α (Sualocin, 수알로킨): 6중성으로, 밝기는 3.77등급, 스펙트럼형은 B9 IV이다.
- 돌고래자리 β (Rotanev, 로타네브): 4 ~ 4.9등성으로, 스펙트럼형은 F5 IV이다.
- 돌고래자리 γ : 5.14등급에 스펙트럼형 F7 V, 4.27등성에 스펙트럼형 K1 IV의 별로 이루어진 2중성이다.
- 돌고래자리 δ : 4.43등급에 스펙트럼형은 A7 IIIp이다.
- 돌고래자리 ε(Deneb Dulfim; 돌고래의 꼬리, 데네브 둘핌): 밝기 4등급에 스펙트럼형 B6 III이다.
- 돌고래자리 R : 미라(Mira)형 변광성으로, 주기는 285.5일이다. 밝기는 7.6등급에서 13.8등급까지 변한다.

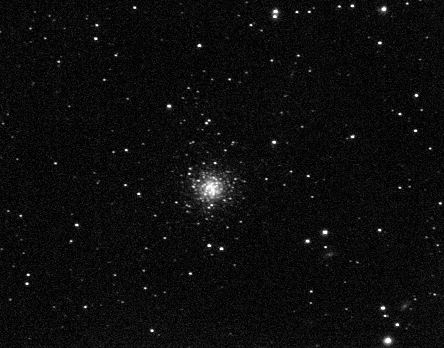
NGC 7006

### 어두운 천체들
- NGC 6891: 10.5등급의 행성상 성운이다.
- NGC 6934: 9.75등급의 구상성단이다.
- NGC 7006: 11.5등급의 구상성단으로, 약 185,000광년 떨어져 있다.

## 역사
돌고래자리는 톨레미의 48개 별자리에 포함되었으며, 현대의 88개 별자리 중 하나이다.
가장 밝은 두 별인 수알로킨(Sualocin, Alpha Delphini)과 로타네브(Rotanev, Beta Delphini)는 고대로부터의 명칭이 아니며, 1814년에 팔레르모(Palermo) 천문대에서 발간된 '파레르모 별 목록'에 처음 등장하였다. 수아로킨(Sualocin)과 로타네브(Rotanev)에는 재미있는 역사가 있는데 이들을 그대로 읽으면 아무런 의미가 없다. 그러나 이들을 거꾸로 읽어보면 각각 니콜라우스(Nicolaus) 베나토르(Venator)가 된다. 이것은 피아치의 조수 Niccolò Cacciatore가 자신의 이름을 라틴어로 붙인 것이다. Niccolò Cacciatore는 평생 소원이 별에 자신의 이름을 붙이는 것이었는데 피아치 몰래 자신의 이름을 거꾸로 하여 별에 이름을 붙였다고 한다. 이후 그 유래가 밝혀졌으나 이미 널리 사용되고 있어서 다시 바꿀 수가 없었다.

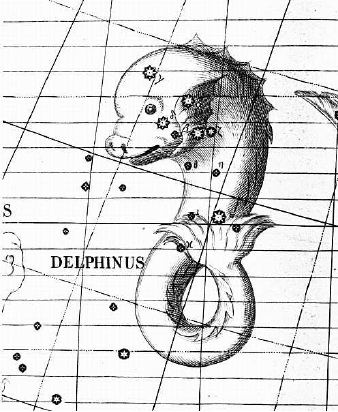
플람스티드 성도의 돌고래자리

## 신화
돌고래자리와 관련된 전설은 두 가지가 있다.
- 그리이스의 신인 포세이돈이 바다의 요정(nereid)인 엠피트리테와 결혼하고 싶어했다. 하지만, 그녀는 그녀의 순결을 지키고 싶어 아틀라스산으로 도망하였다. 포세이돈은 여러 차례 부하를 보내어 찾았는데, 그 중에 돌고래가 있었다. 돌고래는 엠피트리테를 설득하여 포세이돈의 청혼을 받아들이게 하였다. 이에 대한 보답으로 포세이돈은 돌고래의 모습을 별들 사이에 있게 하였다.

(위 신화와 엮인 재미있는 미신이 있는데, 그것은 사랑하는 사람에게 돌고래 인형을 선물로 주면 돌고래가 두 사람의 사랑을 이루어 준다는 것이다.)
- 그리이스의 시인 레스보스의 아리온(기원전 7세기)은 코린트(Corinth)를 다스리는 페리안더(Periander)의 궁정 음악가였는데, 그는 시실리와 이탈리아를 여행하면서 많은 재산을 모았다. 타렌툼으로부터 집으로 가는 도중에 그의 선원들이 반란을 일으켰다. 그는 마지막 소원으로 애도가를 부를 것을 원했다. 그는 노래를 부르면서 바다에 빠졌는데, 음악에 매혹된 돌고래에게 구조되었다. 돌고래는 아리온을 그리스 해안까지 데려다 주고 떠났다.